# Yakovlev Corporation
La Yakovlev Corporation JSC è un'azienda aeronautica russa del gruppo United Aircraft Corporation.  
Fondata nel 1932 col nome di Irkutsk Aviation Plant (IAP), nel 2002 venne ridenominata Irkut Corporation ed inglobata nel gruppo OAK (United Aircraft Corporation) quale divisione per l'aeronautica civile. Il 26 luglio 2023, in onore di A.S Yakovlev, fondatore dell'omonimo ufficio di progettazione già oggetto di acquisizione dell'azienda stessa, ha assunto l'attuale denominazione. 
Nel luglio 2023 era presente con i suoi stabilimenti ed uffici in 10 città dislocate in 9 regioni russe, contando più di 20.000 dipendenti e oltre 8.000 aerei prodotti dalla fondazione.

## Prodotti
Attuali
- SU-30SM
- YAK-130
- MC-21
- SU-30МК
- YAK-152